# Volendam '80
Volendam '80 (VD'80) is een Nederlandse lokale politieke partij in de gemeente Edam-Volendam. Fractievoorzitter van VD'80 is Johan Koning.
Bij de gemeenteraadsverkiezingen van 7 maart 2006 was Marisa Kes lijsttrekker en haalde VD'80 daarmee zes zetels. VD'80 werd daarmee de grootste partij in de gemeenteraad. Vier jaar later, in 2010, wist VD'80 dit resultaat te consolideren.